# Die Ratten im Gemäuer

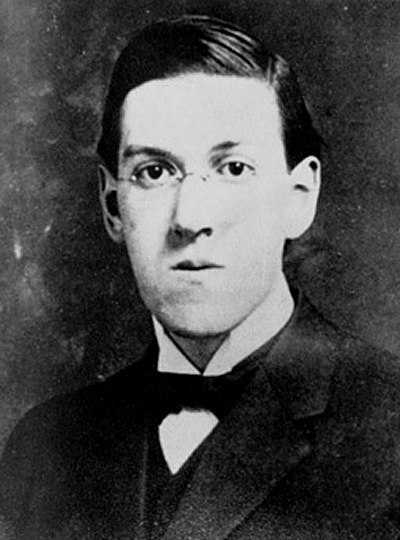
H. P. Lovecraft, Fotografie aus dem Jahre 1915

Die Ratten im Gemäuer, englischer Originaltitel The Rats in the Walls, ist eine phantastische Kurzgeschichte des amerikanischen Schriftstellers H. P. Lovecraft. Das etwa 8000 Wörter umfassende Werk wurde zwischen August und September 1923 verfasst und erschien erstmals im März 1924 im Pulp-Magazin Weird Tales. Der Titel bezieht sich auf das Rascheln von Ratten in den Gemäuern des Familienanwesens, das der Erzähler Delapore nach 300 Jahren auf den Ruinen des Stammsitzes seiner Vorfahren neu errichtet hat. Im Verlauf der Erzählung führen die Ratten Delapore zur Entdeckung des grausigen Geheimnisses der Gruft seines Anwesens und der finsteren Vergangenheit seiner Familie. Nach Lovecraft entstand die Grundidee für die Geschichte, als eines späten Abends seine Tapete zu knistern begann.
Das Werk steht dem Genre der klassischen Schauerliteratur des 18. und 19. Jahrhunderts noch näher als später verfasste Geschichten Lovecrafts, die sich um den sogenannten Cthulhu-Mythos drehen. Deutlich zeigt sie den Einfluss Edgar Allan Poes. Viele für Lovecrafts Arbeiten typische Themen und Motive werden behandelt: ein dunkles unausweichliches Erbe, das furchterregende Unbekannte als geschichtliches Geheimnis, bedeutungsvolle Träume, verbotenes Wissen, Degeneration, Wahnsinn, Katzen usf. Heute gilt die Erzählung als Klassiker der Horrorliteratur.

## Inhalt
Der US-Amerikaner Delapore entscheidet sich, Exham Priory, das Anwesen seiner Vorfahren in Südengland, zurückzukaufen und seine späten Jahre damit zu verbringen, es zu restaurieren und zu beziehen. Die Grundmauern stammen aus der Zeit vor den Römern des 2. Jahrhunderts n. Chr. Seine Ahnen hatten dort schon mehrere Generationen lang gelebt, als Anfang des 17. Jahrhunderts das ganze Geschlecht bis auf einen Überlebenden unter mysteriösen Umständen ausgerottet wurde. Der überlebende Walter de la Poer setzte sich – trotz Mordverdachts – relativ unbehelligt nach Virginia ab und begründete dort die Familienlinie Delapore. Während des Amerikanischen Bürgerkrieges kam der Großvater des Erzählers in den Flammen seines Hauses ums Leben und nahm das Familiengeheimnis, das nur von Vater zu Sohn am Totenbett weitergegeben wurde, mit sich. Die Familie musste nach Massachusetts fliehen und vergaß im geschäftigen Yankeeleben bald ihre geheimnisvollen Wurzeln. Erst als der Sohn des Erzählers als Offizier während des Ersten Weltkriegs in England stationiert ist, wird das alte Familienerbe zufällig durch eine Kriegsbekanntschaft mit Captain Norrys wiederentdeckt. Dessen Onkel besitzt das Anwesen, und Norrys vermittelt es zu einem günstigen Kaufpreis an Delapore. Schon zu dieser Zeit kommen dem Erzähler durch seinen Sohn seltsame Legenden über Exham Priory und seine Vorfahren zu Ohren, die er jedoch als Mythen abtut. Der Sohn wird im Krieg schwer verletzt. Deshalb beginnt die Restaurierung von Exham Priory mit Norrys’ Hilfe erst nach dessen Tod 1920. Delapore erfährt im Laufe der Arbeiten immer mehr schreckliche Details über seine Vorfahren und das Anwesen: Es entstand um die Zeit, als Stonehenge errichtet worden sein muss, während der Zeit der Römer wurde dort dem schrecklichen Kybele- und Attiskult gehuldigt, bis es Mitte des 13. Jahrhunderts der Herrschaft seiner Vorfahren übertragen wurde.
Kurz nach seinem Einzug im Juli 1923 erhält Delapore neue Hinweise, dass sein Vorfahre die restliche Familie ermordete, weil er hinter ein schreckliches Geheimnis gekommen war. Bald suchen ihn nachts unheimliche Geräusche von Ratten in den Wänden des Anwesens heim, die außer ihm nur die Katzen wahrnehmen. Zudem wird er von ekligen, wiederkehrenden Träumen geplagt. Darin sieht er von oben herab auf eine Grotte, in der ein „Teufelsschweinehirt“ ein „Rudel fetter, pilzüberwucherter Säue“ vor sich hintreibt, und als er „anhielt und einnickte, sprang ein Schwarm Ratten hinunter in den stinkenden Abgrund und verschlang die Säue samt ihrem unseligen Hirten.“ Die das Geräusch der Ratten verfolgenden Katzen führen ihn wenige Tage später dazu, mit Norrys eine Nacht im Kellergewölbe zu verbringen. Als die Ratten wieder im Gemäuer huschen, entdecken die beiden mithilfe des Lieblingskaters des Erzählers einen geheimen Durchgang unter einem rechteckig gehauenen, uralten Steinaltar. Mit einem aus Wissenschaftlern zusammengestellten Expeditionstrupp öffnen sie Anfang August den Durchgang und finden darunter zu ihrem Entsetzen eine mit von Ratten angenagten Gebeinen bedeckte, uralte Steinstiege, die, wie sie bald feststellen, der Richtung der Meißelschläge zufolge von unten nach oben gehauen worden sein musste. Die Treppe führt sie weiter hinunter in eine riesengroße, durch einen Spalt zum Teil beleuchtete Grotte. Dort finden sich Gebäude von der Urzeit bis zum Ende der Herrschaft seiner Vorfahren. Überall sind Käfige und Schlachtstätten mit menschlichen und urmenschlichen Skeletten und verstreute Rattenknochen. Eines der gefundenen Skelette trägt einen Ring mit dem Emblem der de la Poers. Nach diesen Entdeckungen verfällt Delapore dem Wahnsinn, ihn überkommen „am Rand eines der grauenhaft gähnenden Schlünde“ Mächte aus den dunklen Weiten und Tiefen der Grotte. Er wird kurze Zeit später über dem halb aufgefressenen Leichnam von Norrys entdeckt und gibt dabei seltsame Worte und Geräusche von sich. Er wird in eine Nervenklinik eingewiesen und beteuert, „daß es diese Ratten waren, diese grauenhaften Ratten, die wie irrsinnig hinter der Polsterung dieses Zimmers rasen, die mich nicht schlafen lassen, die mich in dieses unendliche Grauen hinunterlocken wollen, in ein Grauen, das größer ist als alle anderen; diese Ratten, die nur ich allein hören kann; die Ratten, die Ratten im Gemäuer …“

## Deutungsansätze

### Erzählweise
Die Kurzgeschichte bedient sich einer für Lovecraft, aber auch für viele andere Autoren der Horrorliteratur typischen Erzählsituation. Sie ist vorgeblich ein dokumentarischer Erlebnisbericht des Ich-Erzählers Delapore, der über weite Teile der Geschichte für Lovecraft typisch nüchtern, rational und wissenschaftlich argumentiert; seine Vertrauenswürdigkeit stellt sich jedoch im Verlauf der Geschichte in dem Maße in Frage, in dem sich dem Leser der Geisteszustand Delapores offenbart und er sich als möglicherweise unzuverlässiger Erzähler erweist. Dieser Punkt wurde jedoch auch als inkonsistent kritisiert, da der rationale Schreibstil über weite Strecken der Geschichte nicht übereinstimme mit dem Geisteszustand des Verfassers Delapore. Die historischen Verweise in der Geschichte bewegen sich teils in einer Grauzone zwischen verbürgter Geschichte und künstlerischer Fiktion. So eroberten und kontrollierten die Römer zwar beispielsweise Großbritannien innerhalb der angegebenen Zeit, und tatsächlich wurde unter Herrschaft der Römer der Kybele-Kult in neue Gebiete eingeführt, jedoch befand sich nie die 3. Legion des Augustus auf südenglischem Gebiet.
Ausgehend von einer Ich-Erzählsituation beschreibt der Protagonist über weite Teile in Vergangenheitsform Ereignisse, die er selbst erlebt oder recherchiert hat. Dabei wechseln erlebte und recherchierte Ereignisse ohne strenge Chronologie ab und offenbaren langsam die gesamte Geschichte. Zwischengeschoben werden neben Reflexionen des Erzählers immer wieder proleptische Andeutungen zu noch nicht erzählten Ereignissen und einstweilen vorenthaltenem Wissen. Die erzählte Zeit des Berichts reicht, wie zu Beginn und wieder am Ende der Geschichte deutlich wird, bis in die unmittelbare Gegenwart; die Vergangenheitsform weicht an diesen Stellen dem Präsens.
Die Erzählung folgt einer Handlungskurve, die für Lovecrafts Kurzgeschichten charakteristisch ist und in gewissen Aspekten an eine Detektivgeschichte erinnert: Zuerst wird ein mysteriöses Problem oder eine Krise präsentiert: „Ich hatte noch keinen ganzen Tag in Anchester verbracht, als mir bewußt wurde, daß ich aus einem verfluchten Hause stammte. Und in dieser Woche haben Arbeiter Exham Priory in die Luft gesprengt und bemühen sich nun, jegliche Spur des Fundaments aus der Welt zu schaffen.“ Sukzessive werden die Details der Geschichte und die chronologische Ereignisabfolge offenbart und dabei Indizien eingeführt, die eine natürliche Lösung des Rätsels immer unwahrscheinlicher werden lassen. Dennoch versucht der Erzähler, an dieser Vorstellung festzuhalten, bis sich auf dem Höhepunkt der Handlung die überwältigende, übernatürliche Realität durchsetzt (hier „am Rand eines der grauenhaft gähnenden Schlünde“).

### Erzähler
Der Erzähler erinnert in seiner Konzipierung an Protagonisten Edgar Allan Poes. Wie die meisten Phantastiker konzentriert sich dieser nach Lovecrafts eigener Theorie vorwiegend auf die Schilderung von Ereignissen und umfassende narrative Effekte statt auf Charakterzeichnung. Von Michel Houellebecq wurde die Sichtweise vertreten, dass die fehlende Charakterzeichnung und die Fokussierung auf Ereignisse dem lovecraftschen „kosmischen Horror“ entsprechen, in dem die Menschheit als unbedeutendes Element des Kosmos aufgefasst wird. Die Charaktere würden vor allem dazu dienen, den kosmischen Horror wahrzunehmen. Poes – wie auch Lovecrafts – typischer Protagonist sei nach Lovecraft ein üblicherweise düsterer, stolzer, melancholischer, intellektueller und manchmal etwas verrückter Gentleman einer alten, reichen Familie, der sich in seltsame Überlieferungen vertieft und auf geheimnisvolle und ehrgeizige Weise in die verbotenen Geheimnisse des Universums einzudringen sucht. Der Name des Erzählers könnte zudem eine Anspielung auf Poe sein. Lovecraft war ein Werk über Poe bekannt, in dem die These vertreten wurde, dass Poes Vorfahren den Namen „le Poer“ trugen. Doch auch ohne dieses Hintergrundwissen erinnert der Name de la Poer an Edgar Allan Poe. Lovecraft integrierte öfters Elemente seines eigenen Lebens in seine Geschichten. Den Kater des Protagonisten benannte Lovecraft nach seinem eigenen, zudem entsprach Lovecraft dem Erzähler in gewissen habituellen Aspekten. Einige seiner Storys, die Vererbung und Wahnsinn thematisieren, sind zudem in ihrer Handlung um Mitte Juli herum angesiedelt, der Zeit, in der sein Vater verstarb.

### Schreibstil
Obwohl er aus den USA stammte, nutzte Lovecraft oft Anlehnungen an altertümlichere Formulierungen und orientierte sich am britischen Englisch. Zudem wurde sein ungewöhnlich ausgeprägter Adjektiveinsatz hervorgehoben. An bestimmten Punkten seiner Geschichten wird der Schreibstil durch den verstärkten Einsatz rhetorischer Stilmittel modifiziert. So lautet der letzte Satz der Kurzgeschichte: “They must know it was the rats; the slithering scurrying rats whose scampering will never let me sleep; the daemon rats that race behind the padding in this room and beckon me down to greater horrors than I have ever known; the rats they can never hear; the rats, the rats in the walls.” Darin finden sich zum Beispiel Wortwiederholungen (sechsmal rats), anaphorische Verbindungen (rats that race), Alliterationen (slithering, scurrying, scampering) und eine Epanadiplose aus Titel und abschließenden Ausspruch des Werks.

### Lovecrafts Horror
Lovecraft verfasste neben seiner schriftstellerischen Tätigkeit auch einige theoretische Abhandlungen über Horrorliteratur, worin er unter anderem sein Konzept des „kosmischen Horrors“ entwickelte. Die älteste und stärkste Emotion der Menschheit ist demnach Furcht, und die älteste und stärkste Art der Furcht die Furcht vor den Unbekannten. Die Horrorgeschichte als Literaturform müsse auf diesem Moment aufbauen, will sie Authentizität und Würde erlangen. Auch für Die Ratten im Gemäuer ist der Horror des für den modernen Menschen Unbekannten zentral. Das Unbekannte stammt jedoch nicht primär wie in einigen der bekanntesten Geschichten Lovecrafts (Cthulhus Ruf, Die Farbe aus dem All) aus dem Weltall, sondern wie in anderen Geschichten aus den unbekannten Tiefen der Erde sowie der Menschheitsgeschichte und Vorzeit. Damit verbunden ist ein zweites zentrales Motiv des kosmischen Horrors, die Bedeutungslosigkeit des menschlichen Daseins im kosmischen (räumlichen und zeitlichen) Maßstab. Konflikte mit der Zeit schätzte Lovecraft für seine Geschichten als eine zentrale Thematik ein.
Neben dem Unbekannten, das vor allem der Zeit und dem Universum innewohnt, ist es für Lovecraft vor allem das große Residuum kraftvoller Assoziationen, die sich um einstmals mysteriöse Objekte und Prozesse klammern, das Furcht erzeugt. In seinem Essay Supernatural Horror in Literature setzt sich Lovecraft ausführlich mit dem Umgang mit Horror und dem Mysteriösem in der Literaturgeschichte auseinander, von der Vorgeschichte über das Mittelalter, die Schauerliteratur des 18. Jahrhunderts bis hin zur modernen Horrorliteratur. Viele zentrale Motive des literarischen Horrors von den Ursprüngen bis zur Gegenwart werden in den entsprechenden Schichten von Exham Priory, dem Schauplatz der Erzählung „konserviert“. Ein mittelalterliches Motiv wären verborgene abscheuliche Kulte von Nachtanbetern aus grauer Vorzeit, die unvorstellbare Fruchtbarkeitsriten versteckt von den Bauern und der herrschenden Religion praktizierten. Das sagenumwobene alte Schloss mit seinen geisterhaften Ratten und versteckten Katakomben gehören wiederum zum typischen Inventar einer klassischen Schauergeschichte.
Die Figuren des Expeditionsteams und insbesondere der Protagonist sind dagegen aus der Gegenwart und durchgehen eine Gratwanderung zwischen psychologisch-wissenschaftlicher Rationalität und Wahnsinn im Angesicht des unbekannten Schreckens. Für diese psychologische/rationale Wendung ist vor allem Poe zentral – dieser hätte die modernde Horrorgeschichte für Lovecraft in ihren finalen und perfekten Zustand gebracht. Er hätte einen distanzierten künstlerischen Zugang verbunden mit einer wissenschaftlichen Herangehensweise gefunden, indem er die wahren Quellen des Terrors im menschlichen Geist verortet und erschlossen habe.

### Atavismus
Atavismus ist ein zentrales Motiv in Lovecrafts Werk. Das Motiv der Rückkehr, des der eigenen schrecklichen Familiengeschichte Nicht-entkommen-Könnens trotz Nichtwissens darüber und zeitlichen wie räumlichen Abstands, greift Lovecraft auch in anderen seiner Geschichten auf, so zum Beispiel in Schatten über Innsmouth, Das Verderben, das über Sarnath kam oder Der Fall Charles Dexter Ward. Der Erzähler vollzieht im Verlauf der Geschichte eine Regression, die sich zuerst in der Wiederannahme seines ursprünglichen Namens und kurze Zeit später in seinen Träumen manifestiert. Am Ende bricht das menschliche Biest im Erzähler aus, welches auf sein grausiges Familienerbe verweist; verstärkt wird dies durch den atavistischen Ausruf des Erzählers mit den Zungen seiner Vorfahren: “Curse you, Thornton, I’ll teach you to faint at what my family do! … ’Sblood, thou stinkard, I’ll learn ye how to gust … wolde ye swynke me thilke wys?… Magna Mater! Magna Mater!… Atys… Dia ad aghaidh’s ad aodann… agus bas dunarch ort! Dhonas ’s dholas ort, agus leat-sa! … Ungl unl… rrlh … chchch…” Er vollzieht eine sprachliche Regression vom modernen Englisch ins Frühneuenglisch (’Sblood, thou …), Mittelenglisch (wolde ye …), Latein (Magna Mater, Atys), ins altschottisch/irische beziehungsweise keltische (Dia ad aghaidh’s …) um letztlich bei urzeitlich-tierischen Geräuschen zu enden. Das von Fiona Macleod übernommene altschottisch-irische bedeutet übersetzt in etwa: “God against thee and in thy face … and may a death of woe be yours … Evil and sorrow to thee and thine!”
Exham Priory selbst offenbart durch seine Architektur seine unterschiedlichen Entwicklungsschritte, die eine nach der anderen rückverfolgt werden mit der immer tiefer vordringenden Erkundung des Expeditionsteams. Damit verbunden ist die Offenbarung des Geheimnisses der Familie des Erzählers und dessen Familienerbe. Die immer tiefer gehende Erkundung des Gebäudes und die Offenbarung der Familiengeschichte wurde auch als Versinnbildlichung der Rückentwicklung des Erzählers gedeutet.

### Rasse, Geschlecht, Klasse
Die Erzählung Die Ratten im Gemäuer findet oftmals Erwähnung bei Debatten um rassistische Elemente in den Werken Lovecrafts, da eine zentrale Figur der Geschichte – der Lieblingskater des Hausbesitzers – den Namen „Nigger-Man“ trägt. Lovecraft selbst besaß bis 1904 eine Katze mit diesem Namen. Zudem wurde das Motiv der Degeneration und der unheilvollen Familienvererbung als Ausdruck des rassischen Weltbilds Lovecrafts und damit verbundener Ängste gedeutet. In Lovecrafts Geschichte sind Frauen als handelnde Figuren praktisch abwesend und werden nur im Kontext der Familienhistorie thematisiert. Der Erzähler erwähnt nur zweimal kurz seine Mutter, das Zentrum seiner erlebten Familienerzählungen umfassen den Großvater, den Vater und den „mutterlosen“ Sohn. Auch während der Expedition sind Frauen abwesend. Die Abwesenheit des Weiblichen steht im Gegensatz zu Lovecrafts eigenem von Frauen geprägten familiären Hintergrund. Wie viele Protagonisten seiner Geschichten stammt der Erzähler ähnlich wie Lovecraft selbst aus angelsächsischen höheren Gesellschaftsschichten, er ist ein Geschäftsmann mit adeligen Vorfahren und Sinn für seinen Status und seiner Familienhistorie.

### Ein Traum C. G. Jungs
Barton Levi St. Armand glaubt, C. G. Jung sei von entscheidender Bedeutung, um den Ort und die Bedeutung des Schreckens (“place and meaning of horror”) in Lovecrafts Werk zu verstehen. Er weist in seinem Werk The Roots of Horror in the Fiction of H. P. Lovecraft auf einen Traum Jungs hin, der starke Parallelen zu Lovecrafts Geschichte aufweist, obwohl sich diese gegenseitig literarisch nicht wahrnahmen: „Ich war in einem mir unbekannten Hause, das zwei Stockwerke hatte. […] Ich ging die Treppe hinunter und gelangte in das Erdgeschoß. Dort war alles viel älter, und ich sah, daß dieser Teil des Hauses etwa aus dem 15. oder aus dem 16. Jahrhundert stammte. Die Einrichtung war mittelalterlich, […] Ich kam an eine schwere Tür, die ich öffnete. Dahinter entdeckte ich eine steinerne Treppe, die in den Keller führte. Ich stieg hinunter und befand mich in einem schön gewölbten, sehr altertümlichen Raum. Ich untersuchte die Wände und entdeckte, […] daß die Mauern aus römischer Zeit stammten. Mein Interesse war nun aufs höchste gestiegen. Ich untersuchte auch den Fußboden, der aus Steinplatten bestand. In einer von ihnen entdeckte ich einen Ring. Als ich daran zog, hob sich die Steinplatte, und wiederum fand sich dort eine Treppe. Es waren schmale Steinstufen, die in die Tiefe führten. Ich stieg hinunter und kam in eine niedrige Felshöhle. Dicker Staub lag am Boden, und darin lagen Knochen und zerbrochene Gefäße wie Überreste einer primitiven Kultur. Ich entdeckte zwei offenbar sehr alte und halb zerfallene Menschenschädel. – Dann erwachte ich.“ C. G. Jung Jung sah in seinen Traum Symboliken eines kollektiven Unbewussten. Er interpretierte das Haus in seinem Traum als eine „Art Bild der Psyche“: „Das Bewußtsein war durch den Wohnraum charakterisiert. Er hatte eine bewohnte Atmosphäre, trotz des altertümlichen Stils. Im Erdgeschoß begann bereits das Unbewußte. Je tiefer ich kam, desto fremder und dunkler wurde es. In der Höhle entdeckte ich Überreste einer primitiven Kultur, d. h. die Welt des primitiven Menschen in mir, welche vom Bewußtsein kaum mehr erreicht oder erhellt werden kann. Die primitive Seele des Menschen grenzt an das Leben der Tierseele, wie auch die Höhlen der Urzeit meist von Tieren bewohnt wurden, bevor die Menschen sie für sich in Anspruch nahmen.“ Lovecrafts Arbeit wurde in Anschluss daran als eine Art literarische Exploration der grundlegendsten und schrecklichsten Archetypen interpretiert. Nach Jung hätte Sigmund Freud sich vor allem für die beiden Schädel am Ende des Traums interessiert. Jung ist dabei der Eindruck entstanden, Freud betrachte sie als Symbolisierungen eines geheimen Todeswunsches gegen zwei geliebte Menschen aus dem familiären Umfeld.

### Psychoanalyse
Obwohl Lovecraft weitgehend bei Andeutungen bleibt, richtet sich nach Peter Priskil der feste Wille des Erzählers zum Wissen, was in den tiefen Katakomben des Schlosses vorgeht, auf Bedrohliches, auf Ratten, Menschenopfer, Degeneration, und „verweist dabei in frappant offener Weise auf deren sexuellen Charakter, auf den Lustgewinn, den die Befriedigung des Wissens- und Schautriebs gewährt.“ Die akribische Erforschung von Räumen durch den Erzähler wird als Repräsentanz infantiler Schaulust und Entdeckerfreude in Bezug auf die Genitalien interpretiert. Priskil führt eine Reihe von Argumenten für die Beziehung zwischen angstbesetzter kindlicher Schaulust und den Erforschungen des geheimnisvollen Gebäudes ins Feld, etwa die Gerüche, die bei der Untersuchung der geheimen Räume auftreten.
Lovecraft hält „das illusorische Versprechen einer majestätischen Enthüllung (‚revelation‘)“ der letzten Abgründe des Daseins für das einzige wirkliche Vergnügen der Menschheit. „Die gespannte Erwartungshaltung angesichts des unmittelbar bevorstehenden Fallens der letzten Hüllen wird hier ins Kosmische ausgeweitet und zum Menschheitsinteresse erklärt; die überdimensionalen Ausmaße illustrieren die Intensität der sexuellen Neugierde respektive der Schaulust […]“ Bei seinen Analysen koppelt Priskil autobiographische und literarische Texte und übergeht den jeweiligen Erzähler als eigene Instanz. Aus Priskils Sicht erscheinen autobiographisches Ich der Aufzeichnungen Lovecrafts und Protagonist der Erzählungen als identisch. Die Forschungen des Erzählers der Rattenstory werden so zur Dokumentation „der Sexualabwehr bei Lovecraft“.
Die kannibalische Handlung des Protagonisten am Schluss wird mit dem Kronos-Mythos und frühkindlichen Vorstellungen in Zusammenhang gebracht, in denen der Vater seinen Sohn fresse. Norrys wird dabei als Sohnersatz des Protagonisten aufgefasst.

## Rezeption

### Zeitgenössische Rezeption
Die zeitgenössische Rezeption des Werks war durchaus positiv, beschränkte sich jedoch auf einen kleinen Kreis an Autoren, die für Pulp-Magazine schrieben, und berührte nicht die sogenannte gesellschaftliche Hochkultur. J. C. Henneberger, einer der Herausgeber der Weird Tales, bescheinigte Lovecraft, dass Die Ratten im Gemäuer das Beste sei, was bei ihm bisher eingereicht wurde. Robert E. Howard schrieb 1930 in einem Brief an den Weird-Tales-Herausgeber Farnsworth Wright, dass sich Lovecraft mit dem Höhe- und Wendepunkt (“Climax”) der Geschichte in eine Klasse für sich begeben habe. Nur er könne Bilder in Schatten zeichnen (“paint pictures in shadows”) die erschreckend real erscheinen. August Derleth betrachtete die Erzählung „als die vielleicht beste Horror-Geschichte seit 1900“.

### Wirkungsgeschichte
Erst nach Lovecrafts Tod fanden seine Werke zunehmend Aufmerksamkeit in der Populärkultur und Literaturwissenschaft und übten einen starken Einfluss auf das Horrorgenre aus.
Lin Carter bezeichnete Die Ratten in Gemäuer als eine der besten Stories Lovecrafts. Für Robert M. Price ist es ein brillantes Werk. Wenn Lovecraft auf dem richtigen Weg war (“on the money”), wie in Das Grauen von Dunwich, Die Ratten im Gemäuer und insbesondere Die Farbe aus dem All, waren seine Geschichten für Stephen King von unglaublicher Kraft (“his stories packed an incredible wallop.”). Wenn er Geschichten wie diese verfasste, scherzte er nicht einfach herum um sich ein wenig nebenbei dazuzuverdienen, er stand hinter seinen Geschichten (“he meant it”). John Carpenter fand die Geschichte als Kind atemberaubend (“mind-blowing”), sie sei wirklich gruselig und gehe unter die Haut. Nach Guillermo del Toro gelinge es Lovecraft, eine Stimmung zu erzeugen, die es den Lesern ermögliche, in die Geschichte einzutauchen, das Geräusch der Ratten wäre geradezu erlebbar.
S. T. Joshi beschreibt das Werk als ein nahezu tadelloses Beispiel für eine Kurzgeschichte in ihrer Verdichtung, ihrem Erzählgang und donnernden Höhepunkt, sowie ihrer Mischung von Horror und Wehmut (“a nearly flawless example of the short story in its condensation, its narrative pacing, its thunderous climax, and its mingling of horror and poignancy.”). Es wäre ganz klar die beste Geschichte vor 1926. Mit seiner reichhaltigen Textur, der Komplexität des Themas und der perfekten Kurzgeschichten-Technik (“rich texture, complexity of theme, and absolute perfection of short-story technique”) bräuchte es den Vergleich mit Der Untergang des Hauses Usher oder anderen Meisterwerken Poes nicht scheuen. Neben Der Fall Charles Dexter Ward wäre es Lovecrafts größter literarischer Triumph in der Tradition klassischer Schauergeschichten (“greatest triumph in the old-time ‘Gothic’ vein”), wenngleich er auch hier das typische Inventar der Schauergeschichte modernisiert um es überzeugender zu gestalten (“modernized and refined so to be wholly convincing.”). Von der grundsätzlichen Annahme, dass ein menschliches Wesen den Weg der Evolution zurück schreiten könne – konnte ebenfalls erst im Lichte der darwinschen Evolutionstheorie ausgegangen werden.
Jörg Drews hält in der zweiten Auflage von Kindlers Literatur Lexikon fest, dass die Geschichte als eine von Lovecrafts „Meistererzählungen“ gelte. In dieser frühen Arbeit würde sich „erst in Umrissen jene Mythologie des Grauens [abzeichnen], die er in seinen späteren Erzählungen und Romanen weiterentwickelte.“ Die Geschichte wird im Kontext eines fälschlicherweise Lovecraft zugeschriebenen Zitats gedeutet, nämlich, dass alle seine Geschichten auf der Legende beruhen, „daß diese Welt einst von einer anderen Rasse bewohnt war, die bei der Ausübung schwarzer Magie stürzte und vertrieben wurde, aber draußen weiterlebt, jederzeit bereit, diese Erde wieder in Besitz zu nehmen.“ Seine Horror-Motive variiere Lovecraft in seinen Geschichten mit „ingeniöser, höchst suggestiver Phantasie; er ist nie um Sprachfiguren zur Kennzeichnung unheilschwangerer „schwarzverschleimter, nebelzerkauter“ Orte, ekelhafter „mephitisch stinkender“ Mißgeburten und würgender Angstzustände verlegen und lässt immer wieder vieldeutige Anspielungen auf Zusammenhänge seiner Mythologie mit dem Voodoo-Kult, […] den rätselhaften Steinen von Stonehenge […] [usw.] einfließen.“ Für die dritte Auflage des Lexikons wurde der Artikel gestrichen, jedoch wird im Eintrag zu H. P. Lovecraft festgehalten, dass dieser auch hier „die komplexe Situation des seine eigene Schuld zu spät erkennenden Ich-Erzählers [aufgreift], der entweder durch seine Familientradition oder seine übergroße Neugier über die Grenzen des Erklärbaren hinausgelangt und sich nun dem Wahnsinn und dem unausweichlichen Untergang gegenübersieht.“

## Entstehungshintergrund

### Entstehung
Nachdem Lovecraft nahezu ein Jahr lang keine Geschichten geschrieben und veröffentlicht hatte, verfasste er im Herbst 1923 neben Die Ratten im Gemäuer noch zwei weitere Kurzgeschichten (Das Unnennbare und Das Fest), die 1925 veröffentlicht wurden. Die Ratten im Gemäuer war eine der ersten für ein professionelles Magazin verfassten Geschichten und seine bis dato längste Arbeit. Die Abfassung der Geschichte fällt in den Zeitraum zwischen dem Tod seiner Mutter im Mai 1921 und seiner Heirat mit Sonia Greene und den damit verbundenen Umzug nach Brooklyn 1924.
Die Entstehung seiner Geschichten verlief nach Lovecraft immer unterschiedlich. Während er einige Male gewissermaßen einen Traum niederschrieb, begann er für gewöhnlich mit einer Stimmung, einer Idee oder einem Bild, welches er zum Ausdruck bringen wollte. Dieses Thema begann er, in seinem Kopf zu entwickeln, bis er es in einer Kette aus Ereignissen in Worten zum Ausdruck bringen konnte. Anstoß für Die Ratten im Gemäuer, wie Lovecraft später angab, war die spätabendliche Wahrnehmung knisternder Wandtapeten. Als Kern der Geschichte bezeichnete Lovecraft in einem Notizbuch die Entdeckung des grausigen Geheimnisses der Gruft eines altertümlichen Schlosses durch dessen Bewohner. Der konkrete Schreibprozess gliederte sich für Lovecraft typischerweise in fünf Schritte, wobei die ersten beiden oftmals rein geistig vollzogen wurden. Zuerst entwickelte er eine chronologische Abfolge von Ereignissen, um in einem zweiten Schritt diese Ereignisse in ihre erzählerische Komposition zu bringen. Erst im dritten Schritt schrieb er eine erste Rohfassung nieder, in einem vierten Schritt überarbeitete er den Text sprachlich, in einem fünften Schritt redigierte er ihn nochmals und brachte ihn in eine vorläufige Endfassung. Es ist indes kein Manuskript der Geschichte überliefert.

### Literarische Vorbilder
Als literarisches Vorbild wurde mitunter auf Der Untergang des Hauses Usher des von Lovecraft sehr geschätzten Poe verwiesen. Zudem machte Robert M. Price auf Parallelen zu Poes Ligeia aufmerksam. Für Fritz Leiber zeige sich der Einfluss Arthur Machens in der Thematik des menschlichen Biestes. Die Geschichte von der Armee an Ratten, die über das Dorf Anchester heimfällt, könnte Lovecraft aus Sabine Baring-Goulds Courious Myths of the Middle Ages (1869) adaptiert haben, in der die Legende des Binger Mäuseturms erzählt wird. Zudem finden sich Ähnlichkeiten zur Höhle des Wallfahrtsorts Purgatorium des heiligen Patrick und ihm umgebende Geschichten. Ein Teil der Ausrufe des Erzählers gegen Ende der Geschichte entnahm Lovecraft der Geschichte The Sin-Eater von Fiona Macleod. Zudem wurde darauf hingewiesen, dass Lovecraft das Motiv des Atavismus oder der Regression aus Irvin S. Cobbs Geschichte The Unbroken Chain (1923) entlehnt haben könnte, die ihm bekannt war. Ein Franzose mit Sklavenvorfahren wird dort von einem Zug erfasst und ruft in der ihm unbekannten Sprache seiner Vorfahren aus: „Niama Tumba!“

## Stellung im Gesamtwerk

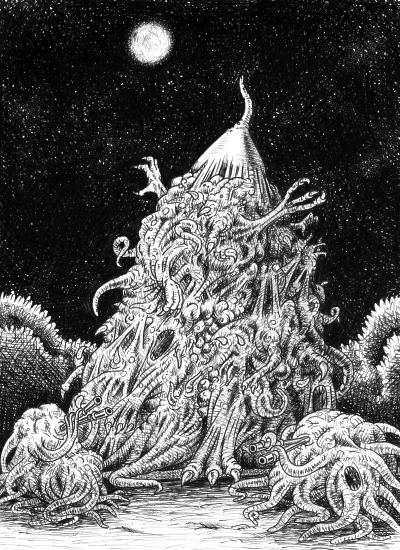
Nyarlathotep

Die Ratten im Gemäuer verfasste Lovecraft vor seinen klassischen Geschichten, die später als sogenannter Cthulhu-Mythos bekannt wurden. Auch unterscheidet sie sich von den Werken des sogenannten Traum-Zyklus. Im Vergleich zu diesen Typen von Geschichten beschränkte sich Lovecraft in Die Ratten im Gemäuer weitgehend auf das Motivinventar der klassischen Schauergeschichte und orientierte sich stark an Poe. Auch der Handlungsort der Geschichte ist nicht wie in vielen Storys in Neuengland angesiedelt, der einzige Verweis hierauf ist die Herkunft des Protagonisten aus Massachusetts. Während sich in diesem Werk schon klar typische Motive und Themen Lovecrafts abzeichnen, bewegt sich der Horror jedoch noch auf einer individuellen Charakterebene, während in späteren Werken der kosmische Horror zunehmend menschheitsbedrohende Ausmaße annimmt. Erst am Ende der Geschichte finden sich Andeutungen auf den Cthulhu-Mythos. So erwähnt der Erzähler, dass die teufelsgeborenen Ratten versuchten, „mich in die ultimatesten Höhlen im innersten Gedärm der Erde zu treiben, wo Nyarlathotep, der irrsinnige, gesichtslose Gott blind zum Gepfeife zweier idiotischer Flötenspieler jault,“ und zuvor bemerkt er: „Nie werden wir erfahren, welch augenlos stygische Welten hinter dem kurzen Stück gähnten, das wir gingen; denn es wurde vorausbestimmt, daß solche Geheimnisse nicht gut für die Menschheit sind.“ Zudem wurde der Durchgang von der Grotte in das Schloss „von unten her gemeißelt […].“

## Veröffentlichungsgeschichte
Lovecraft bot die Geschichte zuerst dem Argosy All-Story Weekly an, das sie jedoch als zu schrecklich für zartbesaitete Leser ablehnte. Im März 1924 wurde sie schließlich im Magazin Weird Tales veröffentlicht, in der auch unter Pseudonym seine Kurzgeschichte Ashes abgedruckt wurde. Die Ratten im Gemäuer waren Lovecrafts dritte Veröffentlichung unter seinem Namen für das Magazin. In diesem wurde die Geschichte im Juni 1930 nochmals nachgedruckt. Auf diese Ausgabe hin trat Robert E. Howard mit Lovecraft in Kontakt, da er fälschlicherweise vermutete, Lovecraft würde dort eine unkonventionelle Theorie der Besiedelung Großbritanniens vertreten. Es entwickelte sich daraus ein ausführlicher Briefverkehr zwischen den beiden, der bis zu Howards Tod andauerte.
Noch zu Lebzeiten Lovecrafts wurde die Geschichte 1931 ein weiteres Mal von Christine Campbell Thomson in der Anthologie Switch On the Light veröffentlicht. 1939, zwei Jahre nach seinem Tod, wurde sie in einem Sammelband von Erzählungen Lovecrafts im Verlag Arkham House veröffentlicht. Ein weiteres Mal wurde sie 1944 in der von Herbert A. Wise und Phyllis Fraser herausgegebenen Anthologie Great Tales of Terror and the Supernatural der renommierten Modern Library gedruckt; dies stellte einen wichtigen Wegstein zur Verbreitung des lovecraftschen Werks dar. Seitdem ist die Erzählungen in einer Vielzahl weiterer Sammelwerke aufgenommen worden. Ab den 1950er und 1960er Jahren wurde die Geschichte in andere Sprachen wie Französisch, Italienisch oder Spanisch übersetzt.
Erstmals ins Deutsche übersetzt wurde die Kurzgeschichte 1965 von Ingrid Neumann unter dem Titel Die Ratten in den Mauern für den Heyne Verlag (veröffentlicht in 22 Horror-Stories, 1985 in Traumreich der Magie). 1968 wurde Die Ratten im Gemäuer in dem Sammelband Cthulhu. Geistergeschichten übersetzt von H.C. Artmann im Insel Verlag und 1972 in der Phantastischen Bibliothek von Suhrkamp veröffentlicht. Der Sammelband wurde 2007 in der mittlerweile 17. Auflage herausgegeben. 1996 veröffentlichte Suhrkamp das Werk in derselben Reihe nochmals in dem Sammelband Cthulhus Ruf. The Best of H. P. Lovecraft. 2008 wurde die Geschichte in den Sammelband Horror Stories (Geschichten Lovecrafts ausgewählt von Wolfgang Hohlbein) von Suhrkamp veröffentlicht. Eine Übersetzung von Andreas Diesel und Frank Festa für den Festa Verlag erfolgte 2005.

## Stoffverarbeitungen und Adaptionen
Nach Robert M. Price hätte August Derleth aus der Kurzgeschichte Elemente für seine Geschichten The Lurker at the Threshold und The House in the Valley entnommen. Auch Graham Mastertons The Manitou wäre nach Price von der Geschichte beeinflusst. Das von Price herausgegebene Magazin Crypt of Cthulhu veröffentlichte in der 72. Ausgabe 1990 zwei Kurzgeschichten, die die Geschichte aufgreifen (Exham Priory von Price und Scream for Jeeves; Or, Cats, Rats, and Bertie Wooster von Peter Cannon). In den anthologischen Film H. P. Lovecrafts Necronomicon von 1993 ist die Geschichte The Drowned an Die Ratten im Gemäuer angelehnt.
Die Ratten im Gemäuer wurde erstmals als Comic in dem amerikanischen Horrormagazin Creepy 1968 veröffentlicht. 1972 wurde die Geschichte von Richard Corben in Skull Comix adaptiert. Diese Fassung wurde auf Deutsch als Die Ratten in den Wänden 1974 von U-Comix veröffentlicht. Als Hörspiel wurde die Geschichte von The Black Mass 1964 und der Atlanta Radio Theatre Company 1990 veröffentlicht. Eine der vielen Hörbuchumsetzungen wurde 1973 von David McCallum gesprochen.

### Textausgaben
- Englisch; veröffentlicht u. a. in:
  - Weird Tales, Vol. 3, Nr. 3, S. 25–31. März 1924. (Cover und Inhaltsverzeichnis)
  - Weird Tales, Vol. 15, Nr. 6, Juni 1930. (Cover und Inhaltsverzeichnis)
  - Switch on the Light. Hrsg. Christine Campbell Thomson, Selwyn & Blount, London 1931.
  - The Outsider and Others. Hrsg. August Derleth & Donald Wandrei, Arkham House 1939.
  - Great Tales of Terror and the Supernatural. Hrsg. Herbert A. Wise, Phyllis Fraser, Random House (The Modern Library), New York 1944, 1994. Hammond, London 1947, 1954, 1957, ISBN 978-0-679-60128-9.
  - The Call of Cthulhu and Other Weird Stories. Penguin Books/Penguin Classics, London 1999, 2002, 2011, ISBN 978-0-14-118234-6.

- Deutsch; veröffentlicht u. a. in:
  - 22 Horror-Stories. Hrsg. Helmuth W. Mommers & Arnulf D. Krauß, Übersetzung Ingrid Neumann, Heyne (Heyne-Anthologien #16), München 1966. DNB 457030976
  - Cthulhu – Geistergeschichten. Übersetzung H.C. Artmann, Insel, Frankfurt am Main 1968. DNB 457461659
  - Cthulhu – Geistergeschichten. Übersetzung H.C. Artmann, Suhrkamp, Frankfurt am Main 1972, ISBN 978-3-518-36529-8.
  - Luther’s Grusel-Magazin #12. (als Die Ratten in der Wand), Übersetzer unbekannt, Erber+Luther, Sasbachwalden 1973, DNB 550279423
  - Traumreich der Magie. (A Treasury of Modern Fantasy, 1981).  Hrsg. Terry Carr & Martin Greenberg, Übersetzung Ingrid Neumann, Heyne SF&F #4254, München 1985, ISBN 978-3-453-31262-3.
  - The Best of H. P. Lovecraft. Übersetzung H.C. Artmann, Suhrkamp, Frankfurt am Main 1996, ISBN 978-3-518-39052-8.
  - Gesammelte Werke: Werkgruppe I, Erzählungen. I.2. 1923–1926. Edition Phantasia, Bellheim 1999, ISBN 3-924959-48-X.
  - Der kosmische Schrecken. Übersetzung Andreas Diesel und Frank Festa, Festa Verlag, Borsdorf 2005, ISBN 978-3-935822-68-8.
  - Vom Jenseits. Area Verlag, Erftstadt 2005, ISBN 978-3-89996-391-5.
  - Horror Stories. Ausgewählt und mit einem Vorwort von Wolfgang Hohlbein, Übersetzung H.C. Artmann, Suhrkamp, Frankfurt am Main 2008, ISBN 978-3-518-45967-6.

- Andere Sprachen; veröffentlicht u. a. in:
  - Französisch (Les Rats dans les murs): Par-delà le mur du sommeil, Übersetzung Jacques Papy, Denoël 1956.[62]
  - Italienisch (I ratti nei muri): Un secolo di terrore, Übersetzung Bruno Tasso, Sugar 1960.[63]
  - Niederländisch (Ratten): Griezelverhalen, Übersetzung W. Wielek-Berg, Prisma Boeken 1958.[64]
  - Russisch (Крысы в стенах): В склепе, Übersetzung T. Talanowa, Джокер 1993.[65] ISBN 5-87012-023-6.
  - Spanisch (Las ratas de las paredes): Cuentos de terror, Übersetzung Rafael Llopis Paret, Taurus 1963.[66]

### Sekundärliteratur
- Barton Levi St. Armand: The Roots of Horror in the Fiction of H. P. Lovecraft. 1977, ISBN 978-0-911499-04-9.
- Csóka Bálint: H. P. Lovecraft, the Horroristic Literary Mythology, 2010. (abgerufen am 12. März 2012)
- Lin Carter: Lovecraft: A Look Behind the Cthulhu Mythos, 1972, ISBN 978-0-345-02427-5.
- Jörg Drews: The Rats in the Walls. In: Kindlers Literatur Lexikon, 2. Auflage. 1988–92.
- Don Herron: The Dark Barbarian: The Writings of Robert E Howard, a Critical Anthology. 1984, ISBN 978-1-58715-203-0.
- Aniela Jaffé: Erinnerungen, Träume, Gedanken von C. G. Jung. Aufgezeichnet und herausgegeben von Aniela Jaffé. Rascher, Zürich/Stuttgart 1962; Neuausgabe bei Patmos, Düsseldorf 2009, ISBN 978-3-491-42134-9.
- S. T. Joshi, David E. Schultz: An H. P. Lovecraft Encyclopedia, 2001, ISBN 978-0-313-31578-7.
- S. T. Joshi, David E. Schultz (Hrsg.): An Epicure in the Terrible: A Centennial Anthology of Essays in Honor of H.P. Lovecraft. 1991, ISBN 978-0-8386-3415-8.
- S. T. Joshi: A Subtler Magick: The Writings and Philosophy of H. P. Lovecraft. 1996, ISBN 978-1-880448-61-8.
- S. T. Joshi: The Annotated H. P. Lovecraft. 1997, ISBN 978-0-440-50660-7.
- S. T. Joshi: A Dreamer and a Visionary: H. P. Lovecraft in His Time. 2001, ISBN 978-0-85323-946-8.
- S. T. Joshi: H. P. Lovecraft and Lovecraft Criticism: An Annotated Bibliography. 2002, ISBN 978-1-59224-012-8.
- Stephen King: Danse Macabre, 1981/2010.
- Bruce Lord: The Genetics of Horror: Sex and Racism in H. P. Lovecraft’s Fiction, 2004. (abgerufen am 12. März 2012)
- H. P. Lovecraft: Supernatural Horror in Literature, 1927.
- H. P. Lovecraft: Notes on Writing Weird Fiction, 1937. (abgerufen am 12. März 2012)
- H. P. Lovecraft: Selected Letters Vol. V. Hg.: August Derleth, Donald Wandrei, 1976.
- Paul Neubauer: Lovecraft, Howard Philip. In: Kindlers Literatur Lexikon, 3. Auflage. 2009.
- Robert M. Price: Legacy of the Lurker, Crypt of Cthulhu, Nr. 6 1982. (abgerufen am 12. März 2012)
- Robert M. Price: Jung and Lovecraft on Prehuman Artifacts, Crypt of Cthulhu 1982. (abgerufen am 12. März 2012)
- Robert M. Price: Lovecraft and „Ligeia“, abgerufen 2012. (abgerufen am 12. März 2012)
- Peter Priskil: Das Grauen bei Howard Phillips Lovecraft. In: ders.: Freuds Schlüssel zur Dichtung: drei Beispiele, Rilke, Lovecraft, Bernd. Ahriman-Verlag 1996, ISBN 3-89484-807-3.
- Darrell Schweitzer: Discovering H. P. Lovecraft. 2001, ISBN 978-1-58715-471-3.